# Joko Sidik
Joko Sidik (sinh ngày 20 tháng 5 năm 1988 ở Samarinda) là một cầu thủ bóng đá người Indonesia hiện tại thi đấu cho Mitra Kukar ở Liga 1.